# Вішнудас Бхаве
Вішнудас Бхаве (*विष्णुदास भावे, 1819 —9 серпня 1901) — індійський драматург, що писав мовою маратхі, театральний діяч часів Британської Індії, заклавший підвалини професійного театру й драми.

## Життєпис
Народився у м. Санглі (південна Махараштра). Здобув гарну класичну освіту. Замолоду цікавився поезією. прозою. З часом захопився театром. До нього ставилися окремі п'єси мовою маратхі у Тханджавурі, й лише Вішнудас узявся за реформування театру у відповідності до сучасності. При цьому значний вплив на поета Бхаве справила англійська драматургія.
Вважається одним із засновником театру мовою маратхі. Першою п'єсою, що поставив Вішнудас була «Сіта Смаямвар» («Вибір нареченого Сіти») у Санглі (1843 рік). Ця п'єса відродила традиції народної драми і прийоми класичного театру. П'єса являла собою перекладення знаменитого епічного сюжету. Прозовий текст перемежався з віршованим.
У всіх наступних 50 п'єсах Бхаве текст складався лише з пісень і віршів, а діалоги імпровізували самі актори. Найважливішими дійовими особами п'єс були сутрадхар (ведучий), відушака (блазень), нати (танцівниця). Ведучий разом з хором і оркестром перебував на сцені, він супроводжував виставу співом і коментував події на сцені.
Того ж року було поставлено драму «Сангілак Натак Мандалі». Після гучного успіху в Санглі у вузького кола високопоставлених осіб Бхаве почав давати вистави для широких мас. Згодом з ініціативи Бхаве засновується театральне училище у Санглі. В цій діяльності драматурга підтримав місцевий магараджа Чінтаман Рао Аппа-сахіб Патвардхан.
Деякий час він подорожував Махараштрою зі своєю театральною трупою. У 1853 році перебирається до Бомбея (сучасний Мумбай), де також сприяв поширення маратхомовного театру, відродженю в інтелігенції інтересу до народної драматургії. Його справу продовжив Вінаяк Кірті.